# Тупавица (водопад)
Тупавица (серб. Тупавица), или Тупавац (серб. Тупавац) — водопад в 5,4 км от деревни Дойкинци и в 130 км от Ниша, ближайшего большого города, в горном массиве Стара-Планина, на высоте 1050 метров над уровнем моря. Водопад имеет высоту в 15 м. В засушливое время года речка пересыхает, что приводит к временному исчезновению водопада.

## Расположение
Тупавица находится недалеко от села Дойкинци, на высоте 1050 метров над уровнем моря. Водопад относится к бассейну реки Дойкинцкой серб. Дојкиначка ријека. Он расположен в центре Стара-Планины, поэтому считается наиболее доступным для туристических целей.

## Туристическое значение
Тупавица имеет большое значение для местного туризма. Ближайший большой город, Ниш, находится в 130 км от водопада. Наиболее подходящий период для посещения водопада — весна или осень, при условии, что это не был засушливый год. Старо-Планинские водопады известны как туристическое место не только весной и летом, но и зимой, когда полностью замерзают.

## Галерея

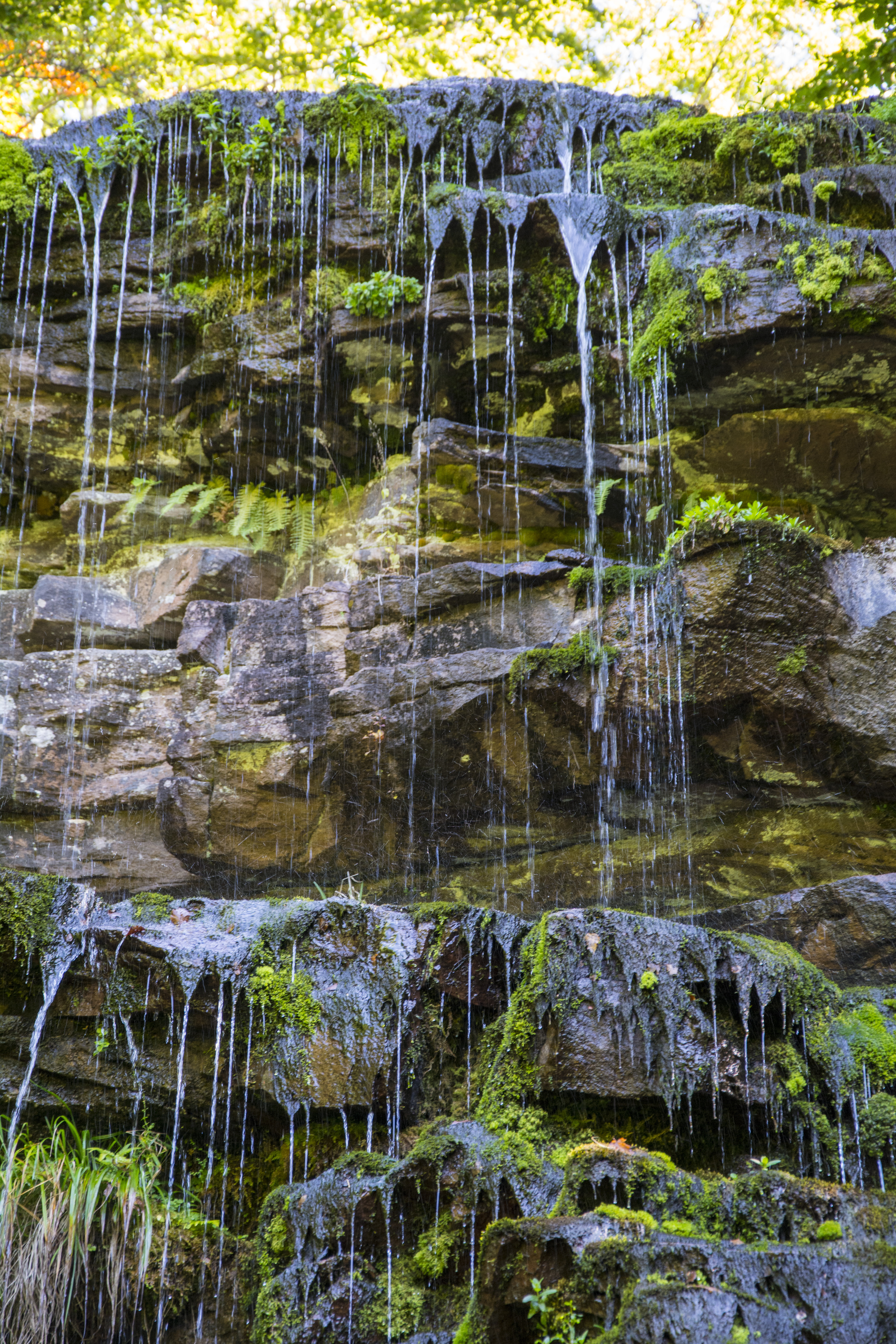
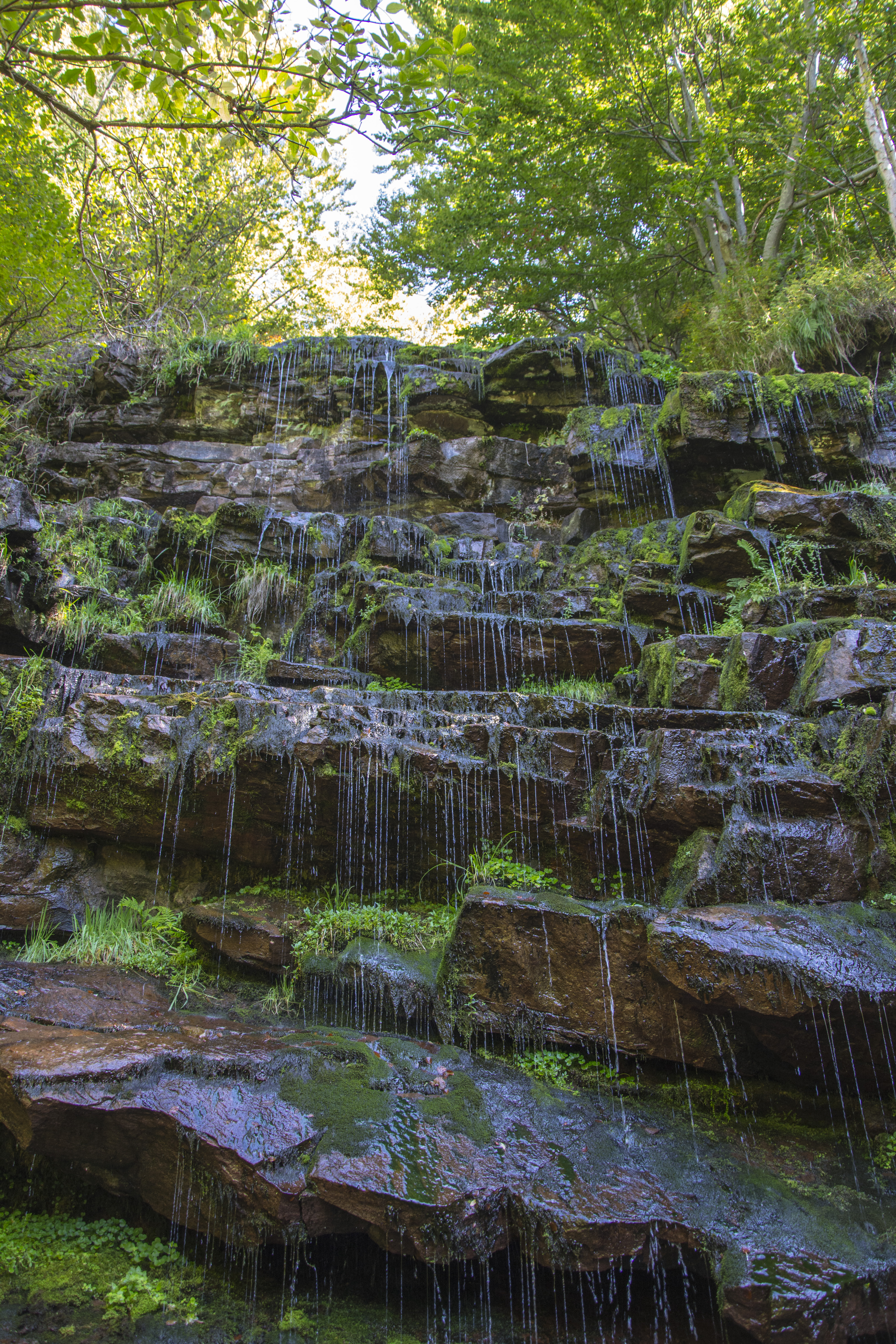
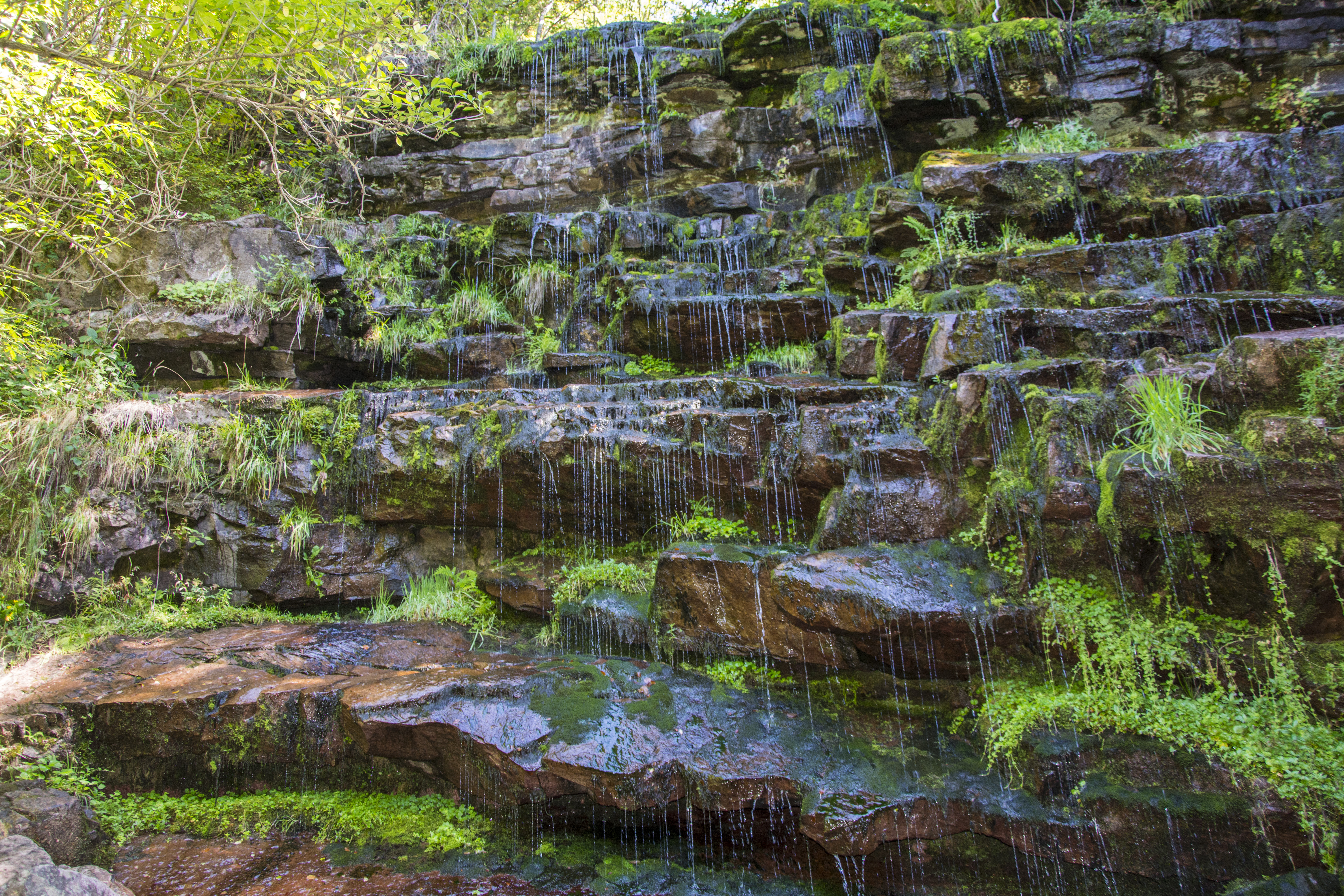
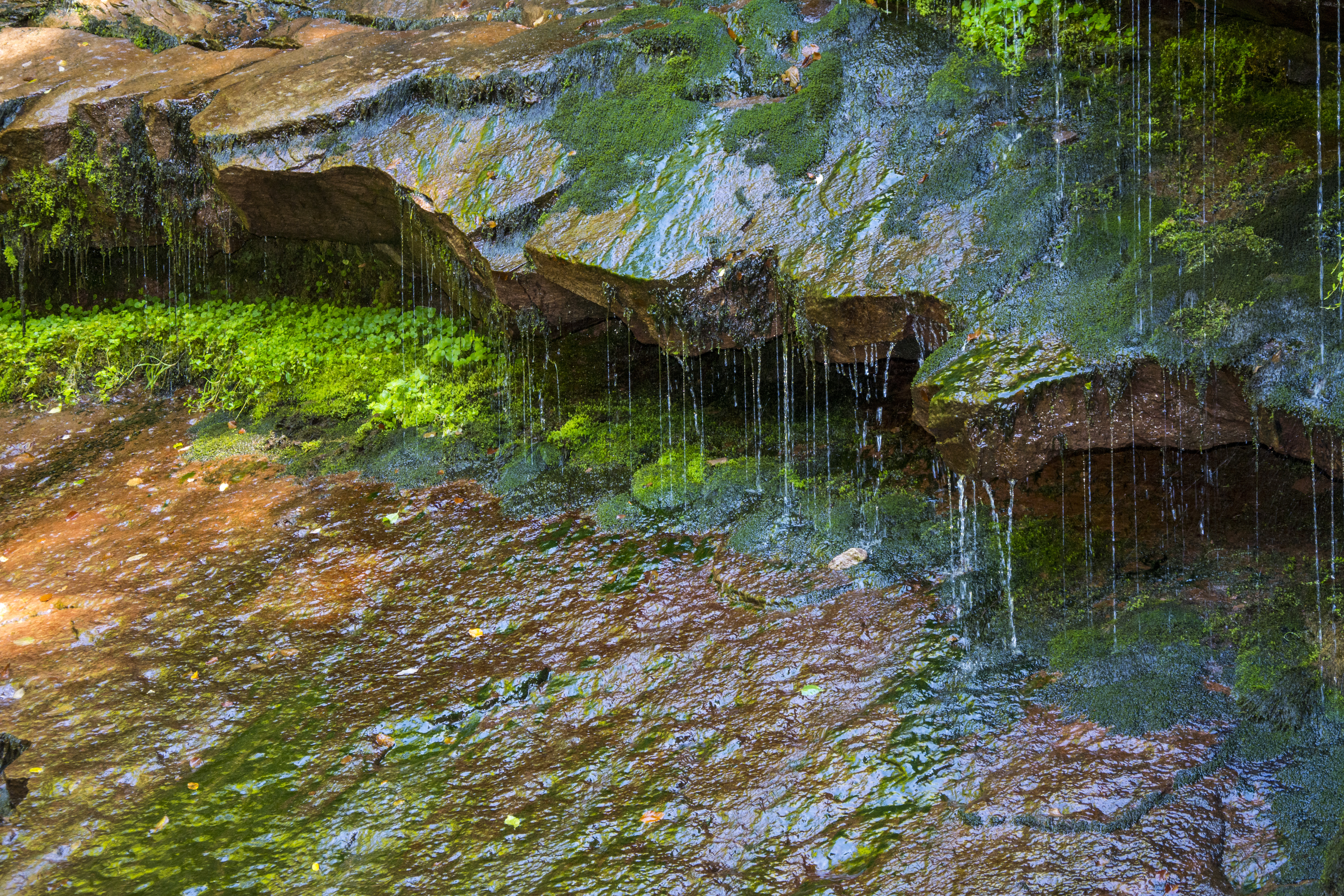
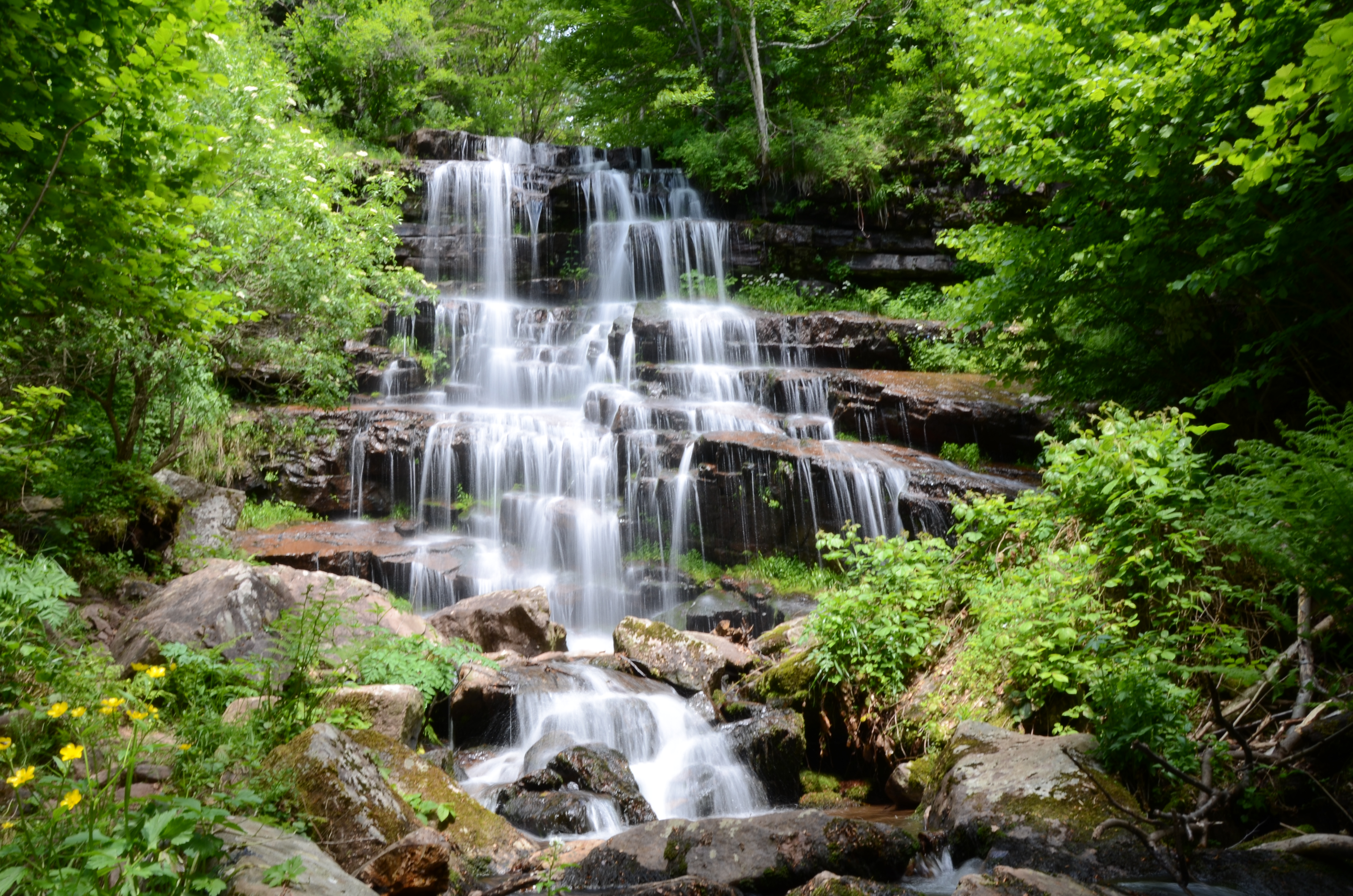
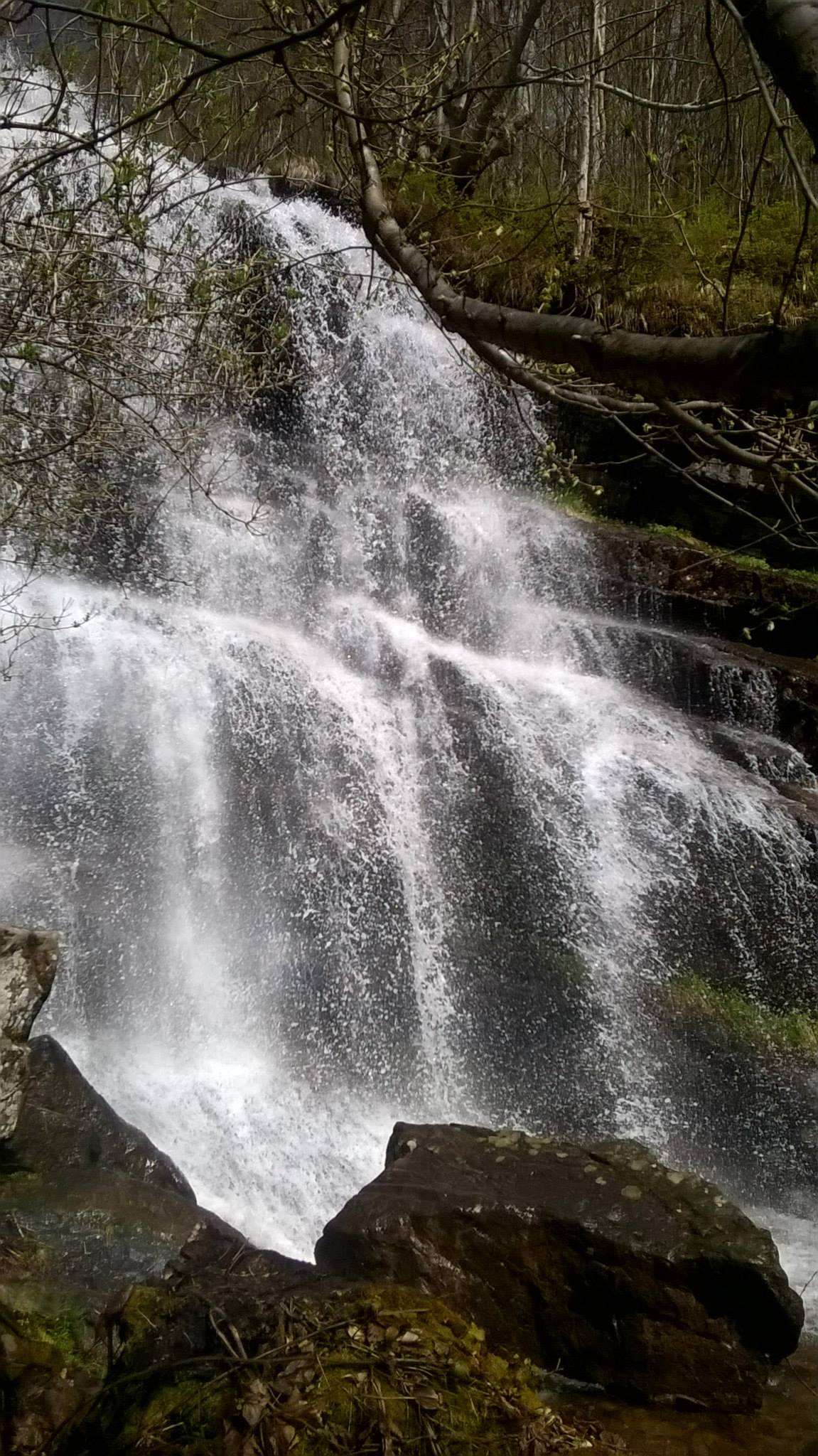
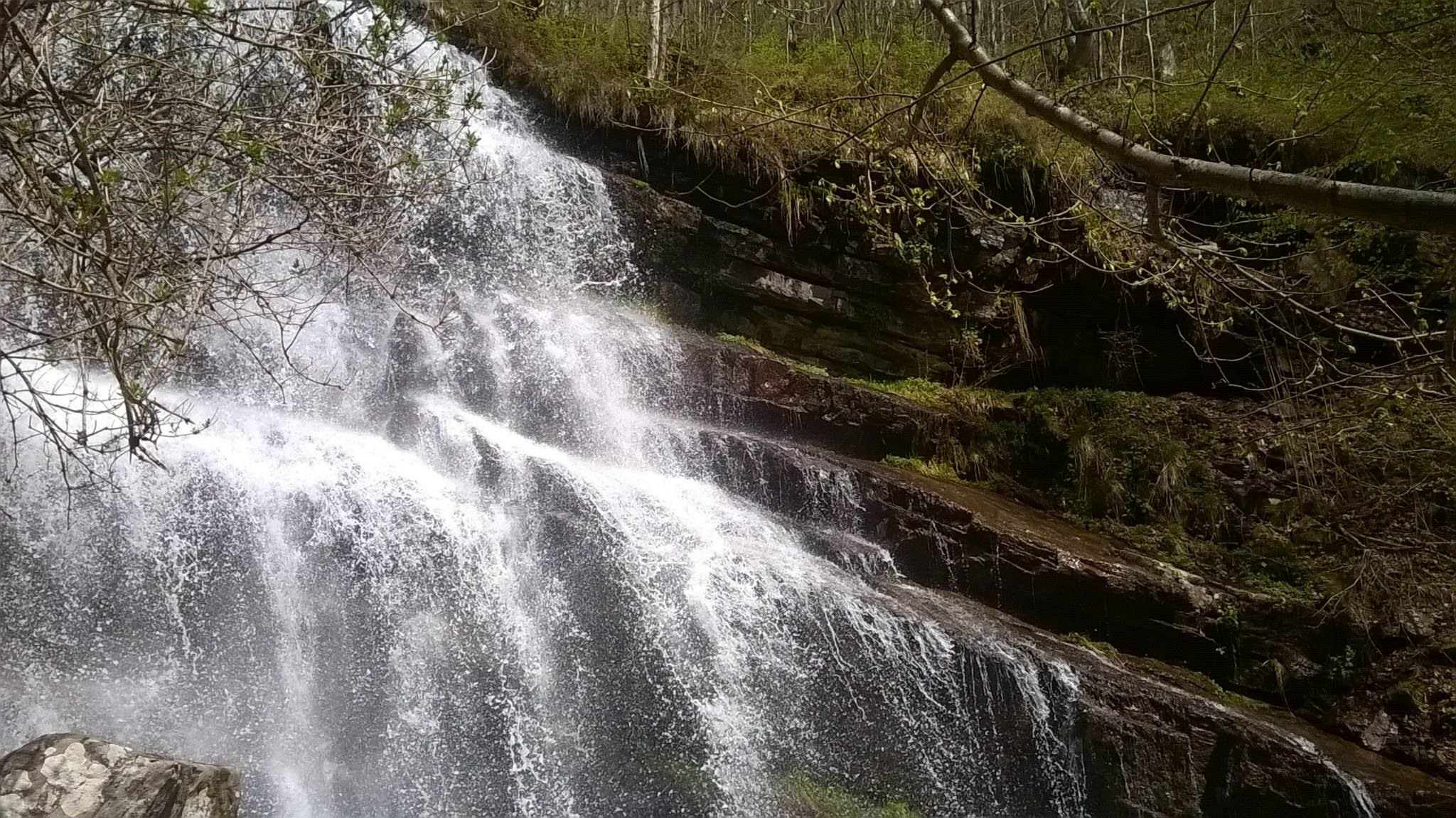
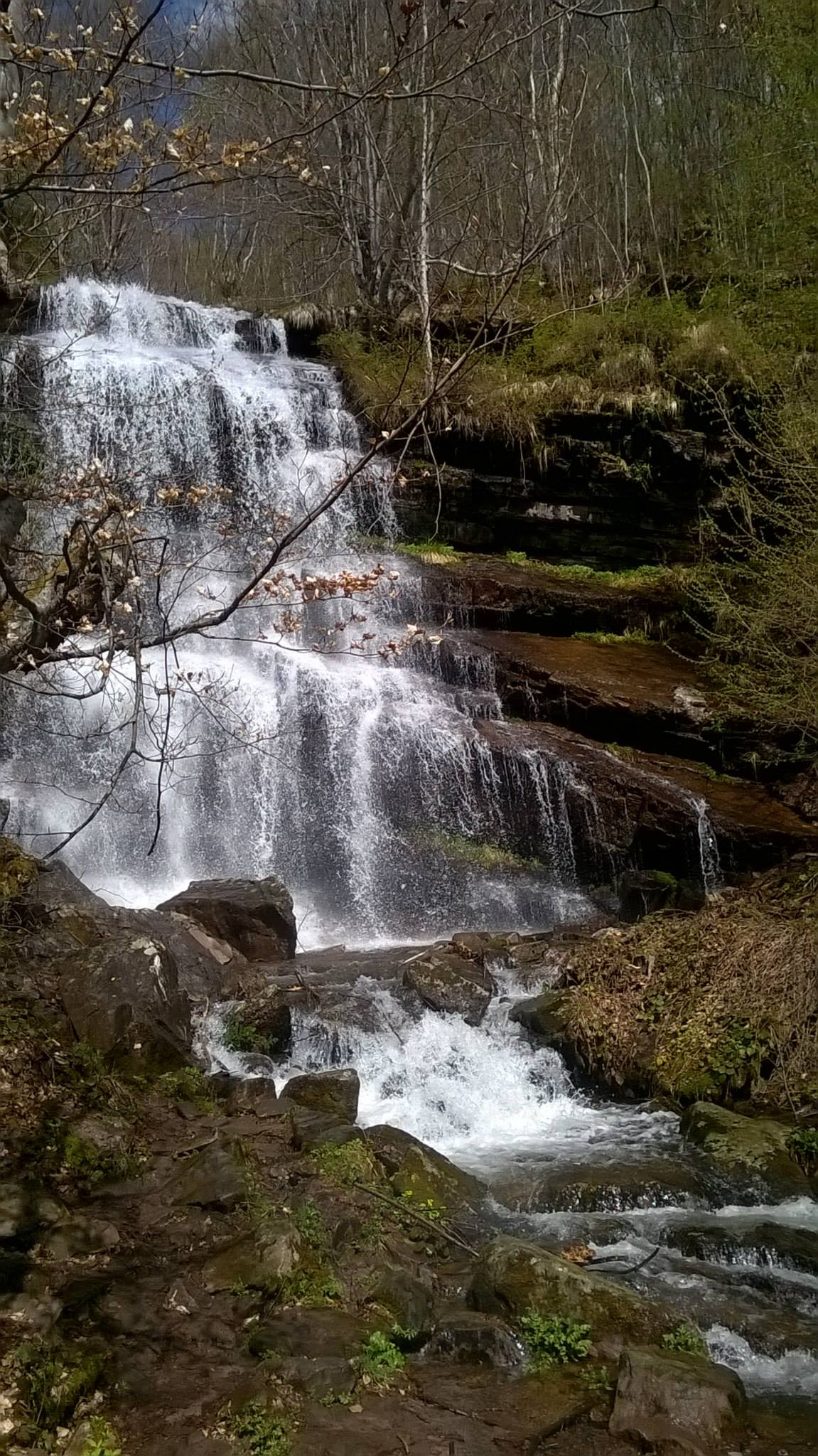
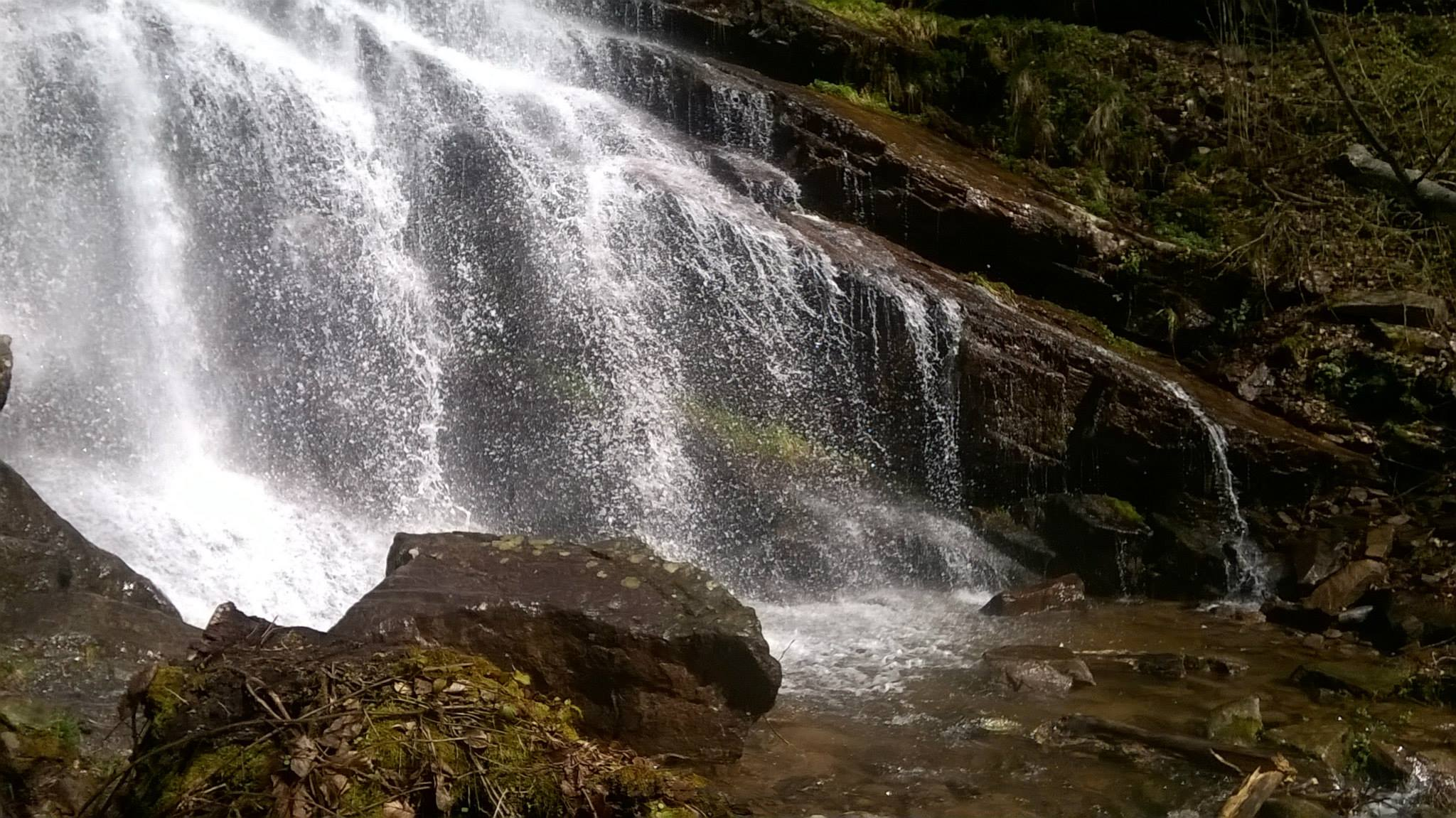
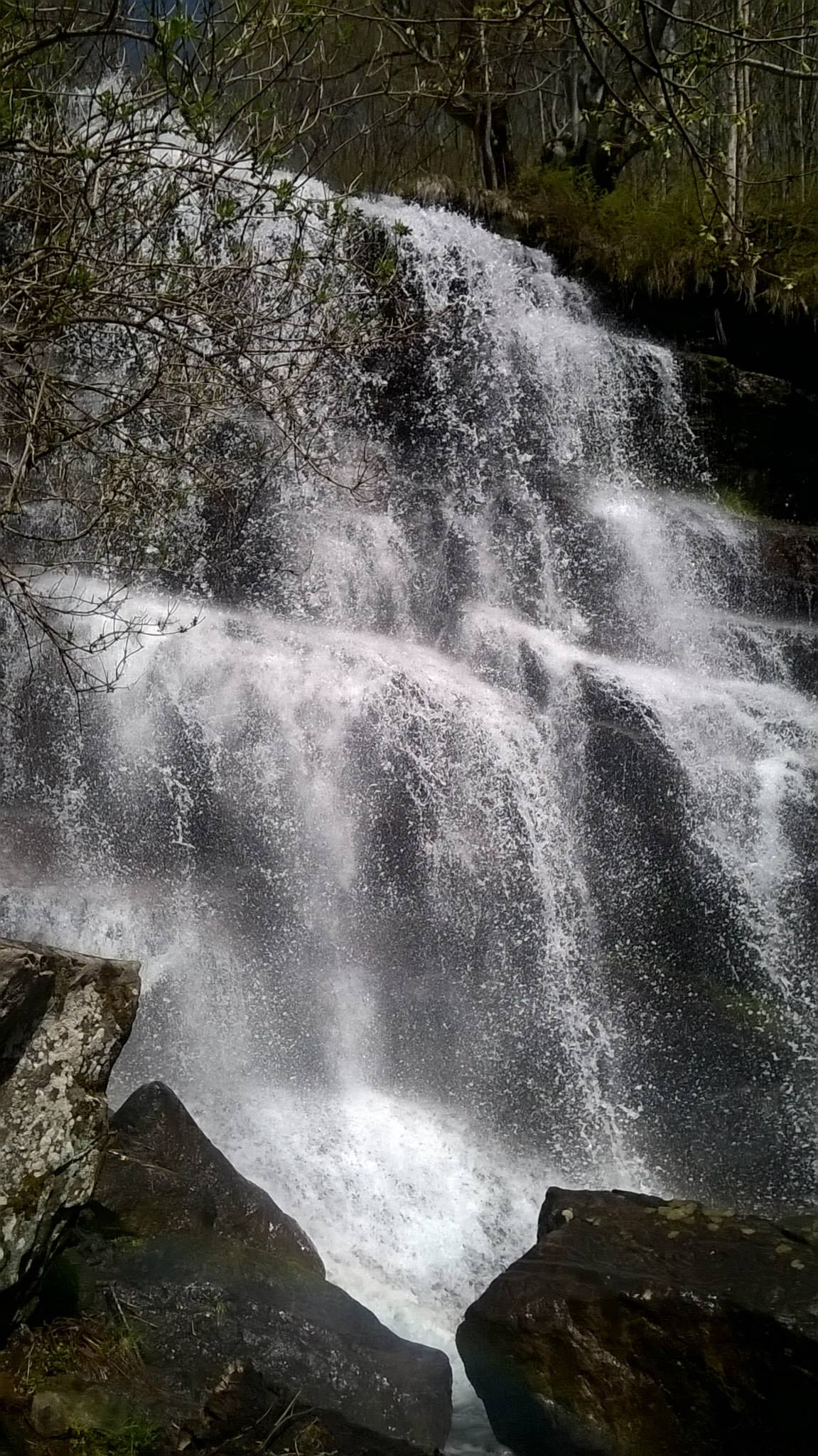
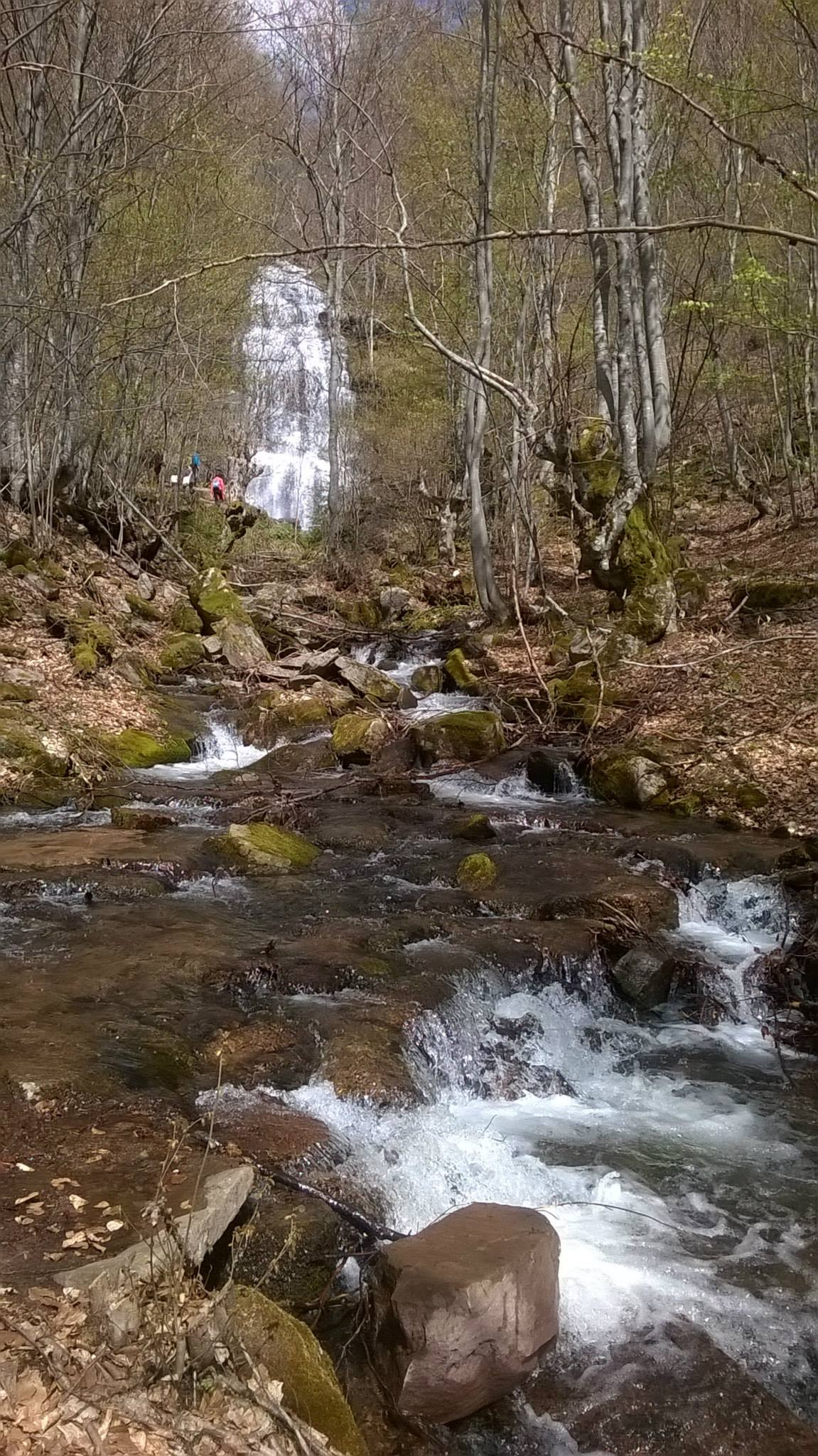
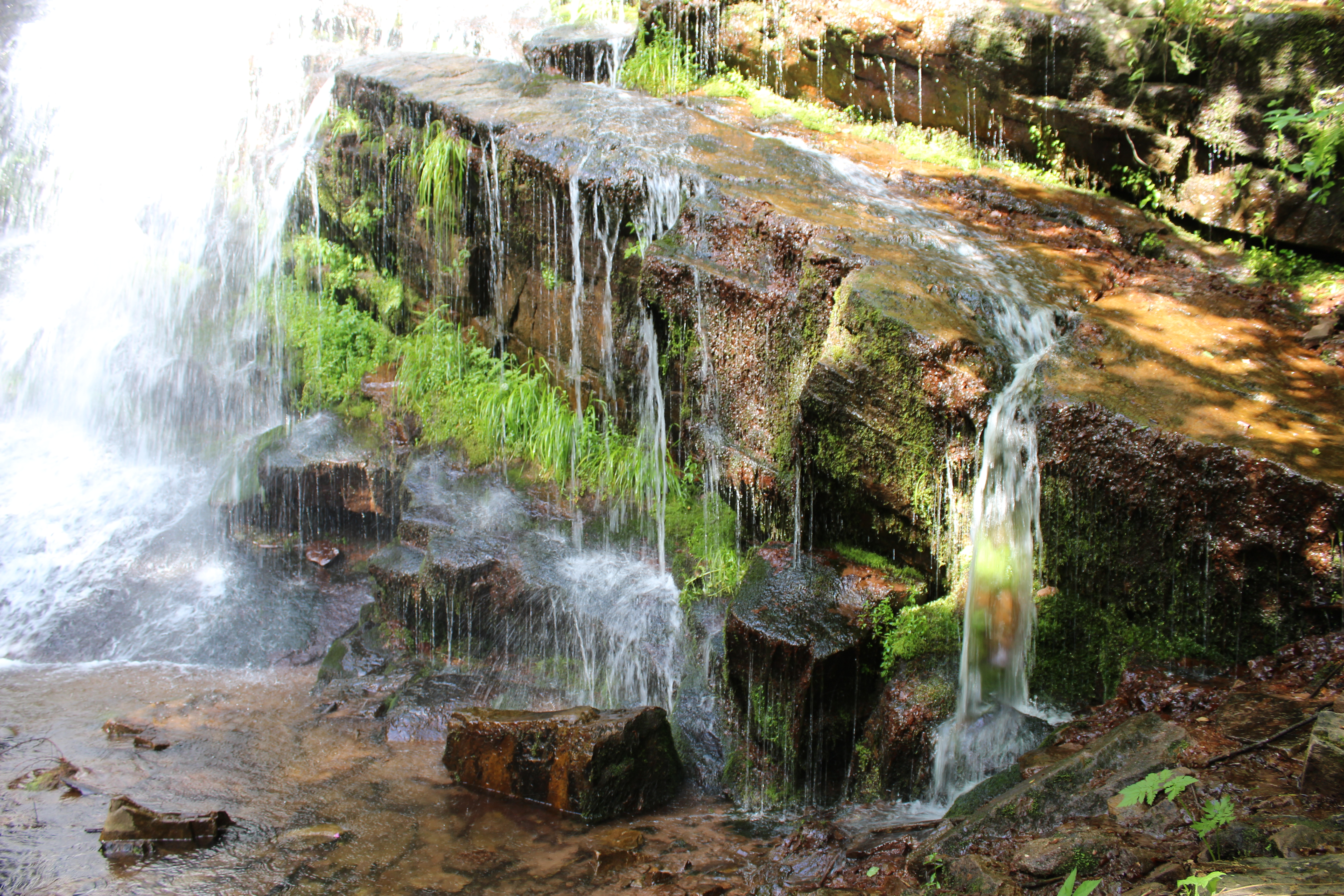
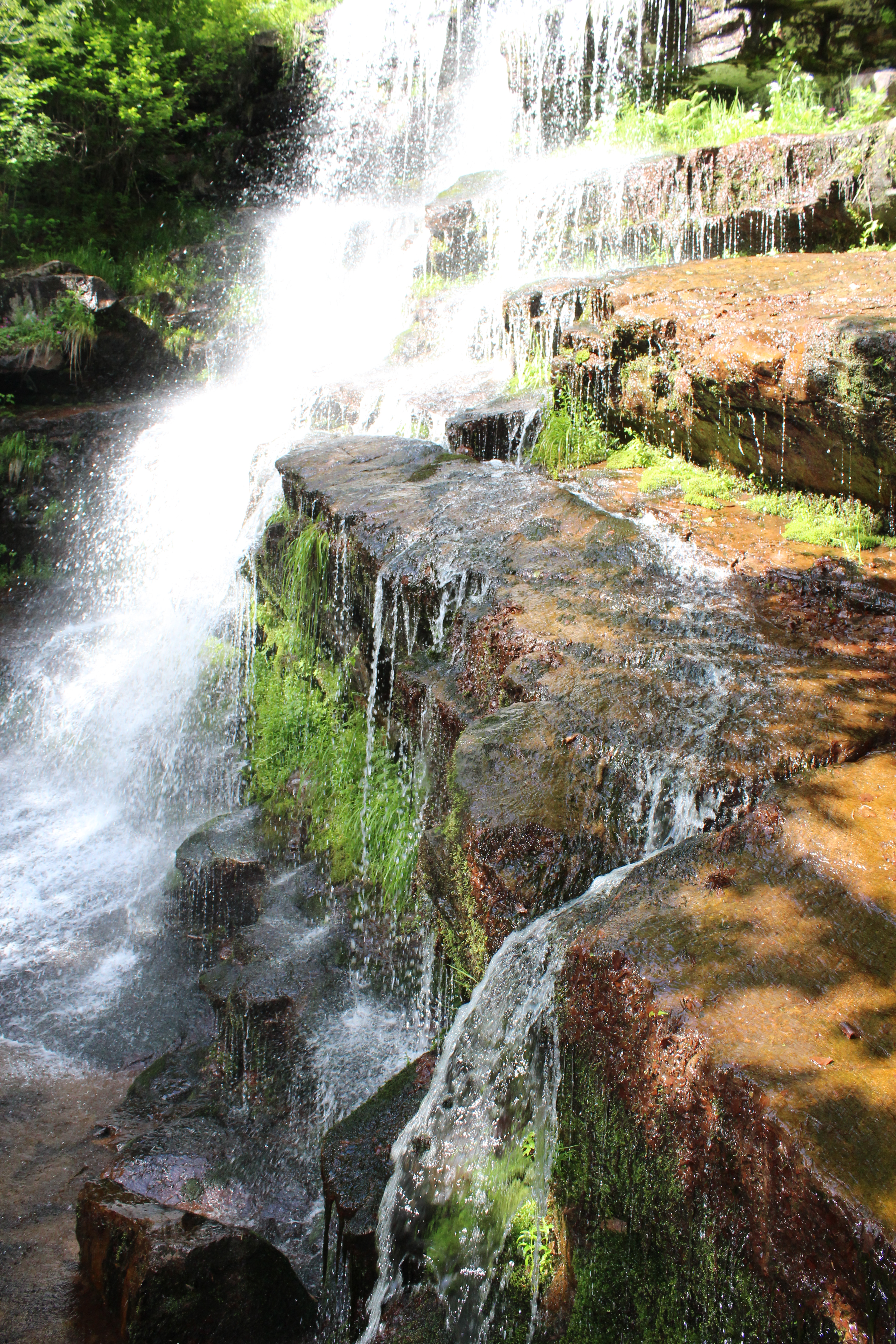
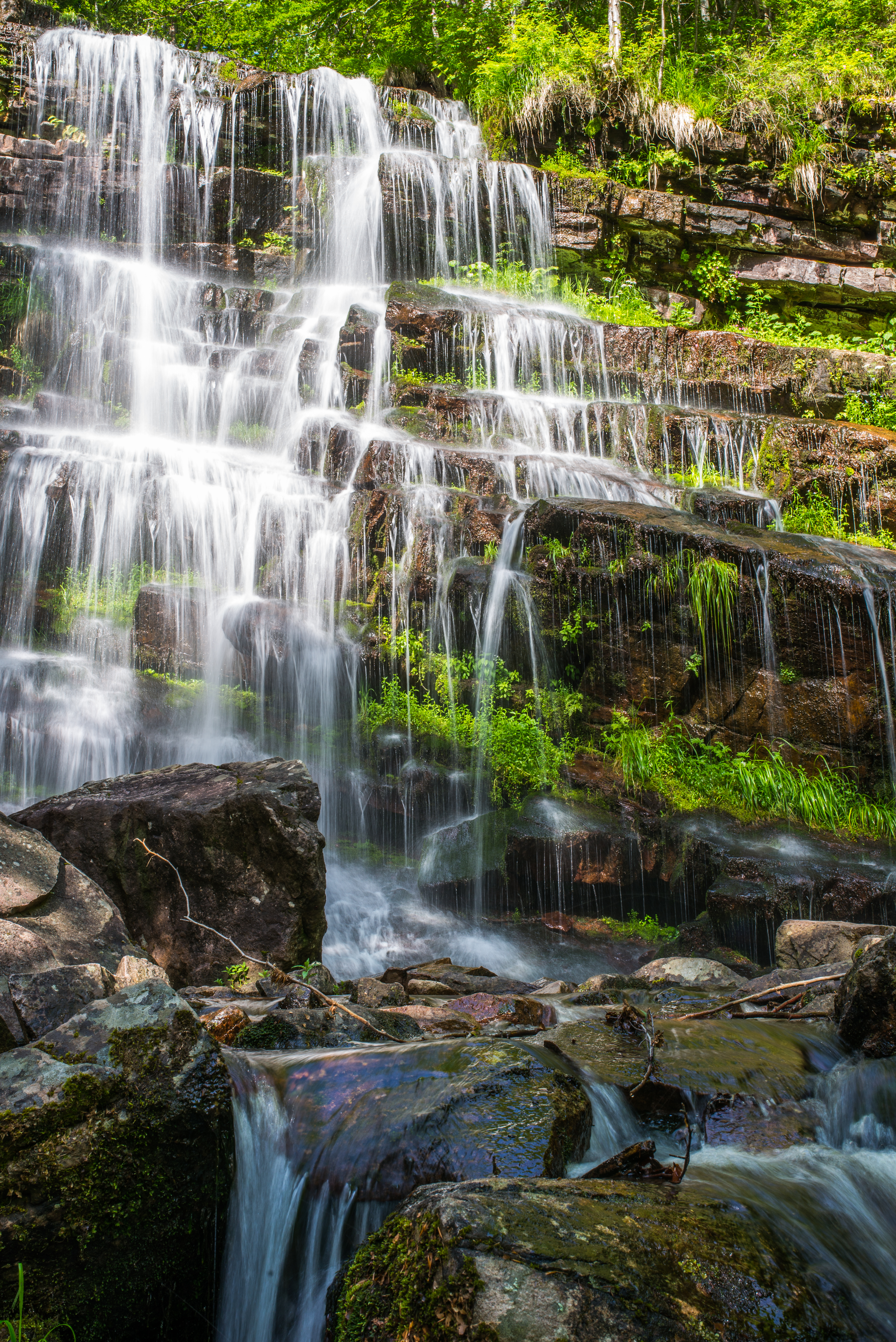
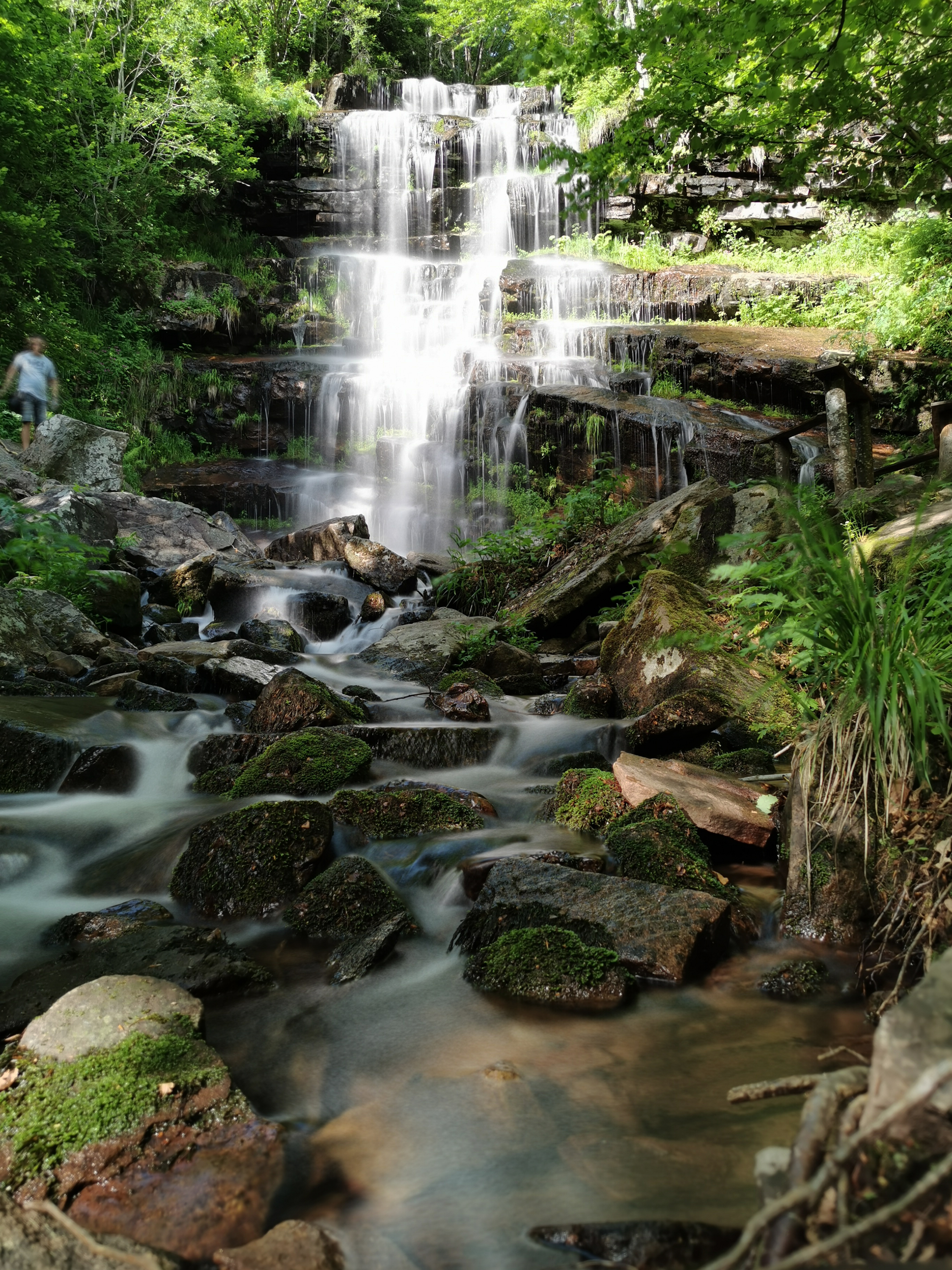